# Embalatge

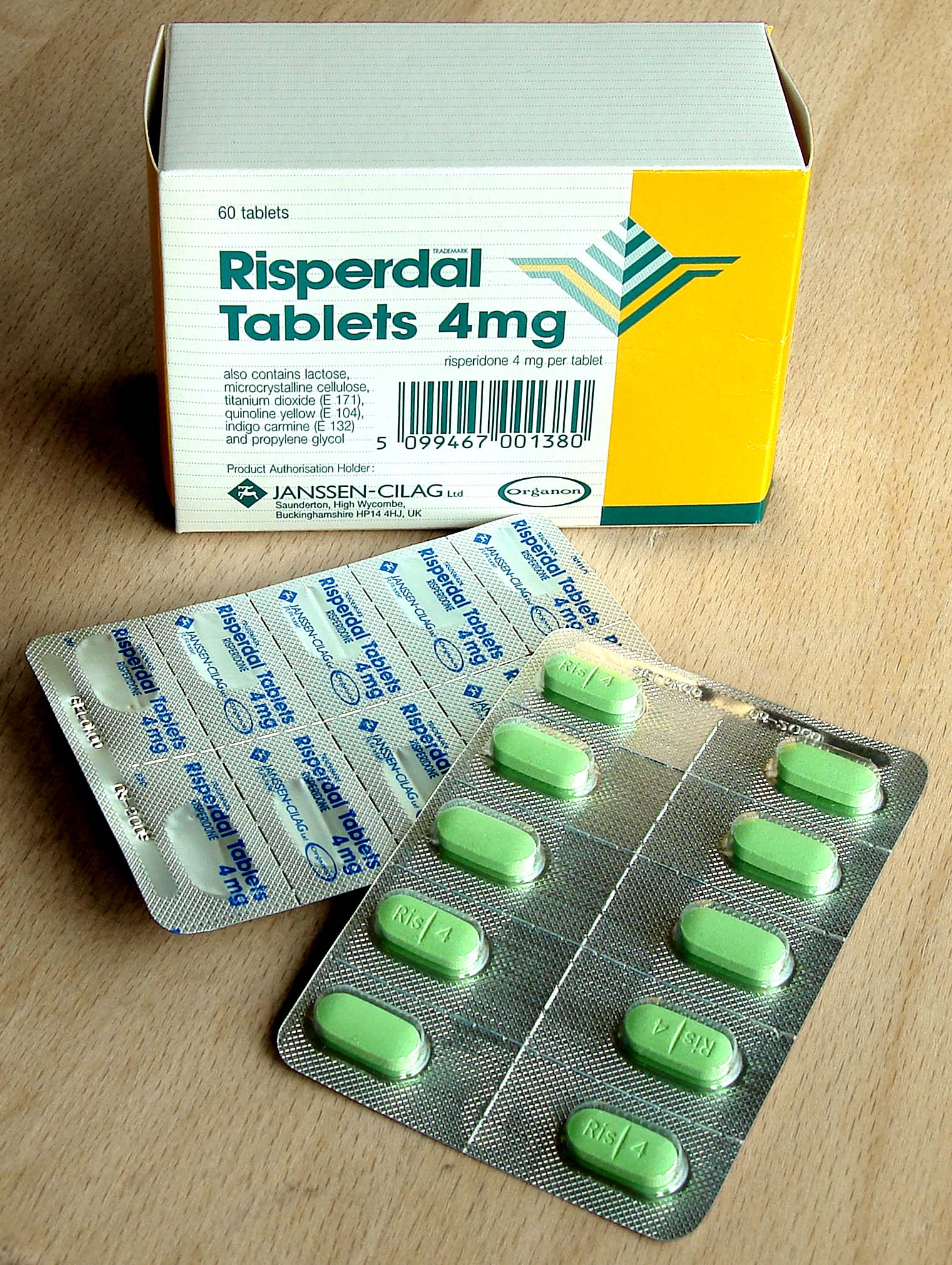
Capsa de medicament (embalatge secundari) que conté un envasament de tipus blíster

Un embalatge o envàs és un recipient o embolcall que serveix per a rebre productes, conservar i transportar-los; també s'empra el terme per a designar l'ofici de dissenyar-lo. Unes altres funcions pròpies de l'empaquetatge són de protegir el contingut, informar sobre les condicions d'utilització, requisits legals, composició, ingredients, etc. i promoure el producte per un grafisme seductor. A la botiga, l'embalatge pot ajudar a vendre la mercaderia pel seu disseny gràfic i les estructures de presentació.
L'empaquetatge explora multitud de qüestions relacionades amb el disseny dels envasos: del paper dins de l'estratègia d'una marca, fins als materials per fabricar-lo. A més a més, analitza cada component gràfic estructural, disposició, i jerarquia de la informació, fotografies i acabats, tant de forma aïllada, com en la seva relació amb altres elements. És un element comercial que va més enllà de la relació amb el producte i l'envàs.

## Envàs
Es considera un envàs tot producte que serveix per a contenir, protegir, manipular, distribuir i presentar mercaderies, des de matèries primeres fins a articles acabats, en qualsevol fase de la cadena de fabricació, distribució i consum.
Dins d'aquest concepte s'inclouen únicament els envasos de venda a primaris, els envasos col·lectius o secundaris i els envasos de transport o terciaris.
Les principals funcions de l'envàs són:
- Conservació i protecció: del contingut de les possibles agressions físiques, fisicoquímiques o biològiques de l'entorn. L'envàs assegura la qualitat del producte i ajuda a mantenir-ne la qualitat.
- Contenció i agrupació: les característiques físiques del producte poden fer necessària la utilització d'un envàs per al seu conteniment o agrupació.

Amb el creixement del comerç i la industrialització de la producció i distribució han anat apareixent al llarg del temps noves necessitats que han de complir els envasos:
- Que permeti la identificació
- Que sigui adequat a les necessitats del consumidor en termes de mida, ergonomia, qualitat, etc.
- Que s'ajusti a les unitats de càrrega i distribució del producte.
- Que s'adapti a les línies de fabricació i envasat del producte, i en particular a les línies d'envasat automàtic.
- Que compleixi les legislacions vigents.
- Que el seu preu sigui adequat a l'oferta comercial que es vol fer del producte.
- Que sigui resistent a les manipulacions, transport i distribució comercial.
- Codi de barres o altres mitjans d'identificació electrònica per a facilitar seguir el producte en tota la cadena logística fins als caixers.

## Història
L'art de l'envasat florí al segle xix, quan les tecnologies van fer possible que els fabricants i grangers poguessin abastir les botigues amb productes envasats. Tanmateix, els venedors podien envasar aquells articles vinguts dels grangers i artesans en un format més atractiu per promoure la venta.

## Tipus d'envasos i embalatges
Pel tipus de producte que transporten, poden ser: 
- Embalatge primari. És l'empaquetatge que està en contacte directe amb el producte.
- Embalatge secundari. S'empra per a transportar embalatges primaris o productes dintre dels seus envasos.
- Embalatge terciari o reembalatge. Transporta diversos embalatges secundaris.

Embalatges habituals són entre d'altres: 
- Capsa de fusta
- Capsa de plàstic
- Llauna
- Film plàstic
- Sac de paper
- Capsa d'encavallaments
- Capsa envolupant o Wrap Around
- Capsa expositora
- Capsa amb tapa
- Capsa de tapa i fons
- Capsa de fons automàtic
- Capsa de fons semiautomàtic
- Capsa amb reixeta incorporada
- Capsa dispensadora de líquids
- Estoig
- Cistella
- Safata
- Plató agrícola
- Contenidor
- Palet
- Gàbia de fusta

Altres elements d'embalatge són: 
- Cantonera
- Condicionador
- Format
- Separador

## L'envàs en la publicitat empresarial
L'embalatge no només respon a campanyes del màrqueting (el fer més atractiu l'embolcall amb la fi de vendre més), sinó que té un paper fonamental alhora d'assegurar que la percepció que té el consumidor de la marca sigui reflectida a l'embolcall (els consumidors compren tant com per la marca com pel producte).

## Empaquetatge i etiquetatge
Empaquetatge i etiquetatge constitueixen l'embolcall o protecció que acompanya a un producte, però al mateix temps forma part de les característiques i compleix amb diferents objectius: 
- Protecció: del producte des de la seva fabricació fins a la seva venda i emmagatzematge per part dels compradors, especialment important en productes fràgils o alimentosos.
- Comoditat: l'envàs ha de facilitar el fraccionament, la compra, el transport i l'emmagatzematge per part del comprador.
- Promoció: ja que un envàs bé dissenyat, de forma i colors atractius permet diferenciar-se dels competidors, ser millor identificat pels consumidors i millorar la venda.
- Comunicació. Com que en l'envàs i l'etiqueta el productor pot resumir les característiques i bondats del producte, la millor manera de fer-lo servir i de conservar-lo, els diferents usos (incloent-hi a vegades usos alternatius que augmenten la demanda) i els beneficis que dona el seu consum, ha de comunicar als seus consumidors que reben un major valor pels seus diners.
- Millorament de la imatge corporativa. Els envasos i etiquetes atractius, que criden l'atenció dels consumidors i que es diferenciïn amb facilitat dels productes de la competència, contribueixen molt, i a baix cost, a formar la imatge d'una marca.

Per als envasos existeixen diferents estratègies: 
- Envasos idèntics o amb característiques molt comunes per als productes d'una mateixa línia, facilitant l'associació i la promoció.
- Envasos amb un ús posterior, que permeten, una vegada consumit el producte, d'utilitzar-lo per a altres fins. Aquesta estratègia també la hi utilitza temporalment amb fins de promoció.
- Envasos múltiples, en els quals s'ofereixen diverses unitats, iguals o complementàries, amb un preu menor al de la suma de les compres individuals. També l'envàs múltiple s'empra per a presentar un assortiment per a regal, a un preu superior justificat per la presentació adequada a un regal. Casos típics són els productes de perfumeria.

En el disseny dels envasos han de tenir-se en compte els aspectes ecològics en la fabricació i la posterior eliminació com a residu una vegada consumit el producte. Pot contenir indicacions dels materials utilitzat per a facilitar el triatge i reciclatge.

## L'envàs com a residu
Els envasos i els seus residus són subjectes a un marc legal per controlar-ne l'impacte ambiental. En molts països s'organitza i s'eixampla un sistema de penyora o sistema de dipòsit, devolució i retorn (SDDR) per a limitar l'impacte dels residus, sobretot dels emballatges d'un sol ús, en la natura o al contenidor gris de «resta».

#### Normativa a la Unió Europea
La Directiva 2004/12/CE del Parlament Europeu i del Consell, d'11 de febrer de 2004, segons la qual es modifica la Directiva 94/62/CE relativa als envasos i residus d'envasos, estableix el marc normatiu que la legislació interna de cada estat membre de la Unió Europea ha de desenvolupar per reduir l'impacte ambiental dels envasos posats al mercat. Concretament, els objectius són els següents:
- Abans del 31 de desembre de 2008, es valorarà o incinerarà en instal·lacions d'incineració de residus amb valorització d'energia un mínim del 60% en pes dels residus d'envasos.
- Abans del 31 de desembre de 2008, es reciclarà entre un mínim del 55% i un màxim del 80% en pes dels residus d'envasos.
- Abans del 31 de desembre de 2008, s'assumiran els següents objectius mínims de reciclat dels materials continguts als residus d'envasos:

o 60% en pes del vidre.
o 60% en pes del paper i cartró.
o 50% en pes dels metalls.
o 22,5% en pes dels plàstics, comptant exclusivament el material que es torni a transformar en plàstic.
o 15% en pes de la fusta.

#### Normativa espanyola
La Directiva 94/62/CE va ser transposada mitjançant la Llei 11/1997, de 24 d'abril, d'envasos i residus d'envasos i, posteriorment, el Reial Decret 782/1998, de 30 d'abril, pel qual s'aprova el Reglament per al desenvolupament i l'execució de la Llei d'envasos.
La Directiva 2004/12/CE
va ser transposada a l'ordenament jurídic espanyol pel Reial Decret 252/2006, de 3 de març, pel qual es revisen els objectius de reciclat i valorització establerts en la Llei 11/1997, de 24 d'abril, d'Envasos i Residus d'Envasos, i pel qual es modifica el Reglament per a la seva execució, aprovat pel Reial Decret 782/1998, de 30 d'abril.

### Programes de gestió als Països Catalans
A Catalunya, els envasos, com la resta de residus, estan subjectes al Programa de gestió de residus municipals de Catalunya.
Al País Valèncià
A les Illes Balears
A la Catalunya del Nord

## Resultats de recuperació
Aquest aparta només tracta la Catalunya espanyola, hi manquen els altres països catalans: Catalunya del Nord, Andorra, Franja de Ponent etc.Els resultats de gestió de residus de 2007 al Principat mostren la recuperació deresidus d'envaso següent:
- vidre (no solament envasos): 70%
- paper i cartró (no sols envasos): 50%
- envasos lleugers: 15%